# Bisher Al-Khasawneh

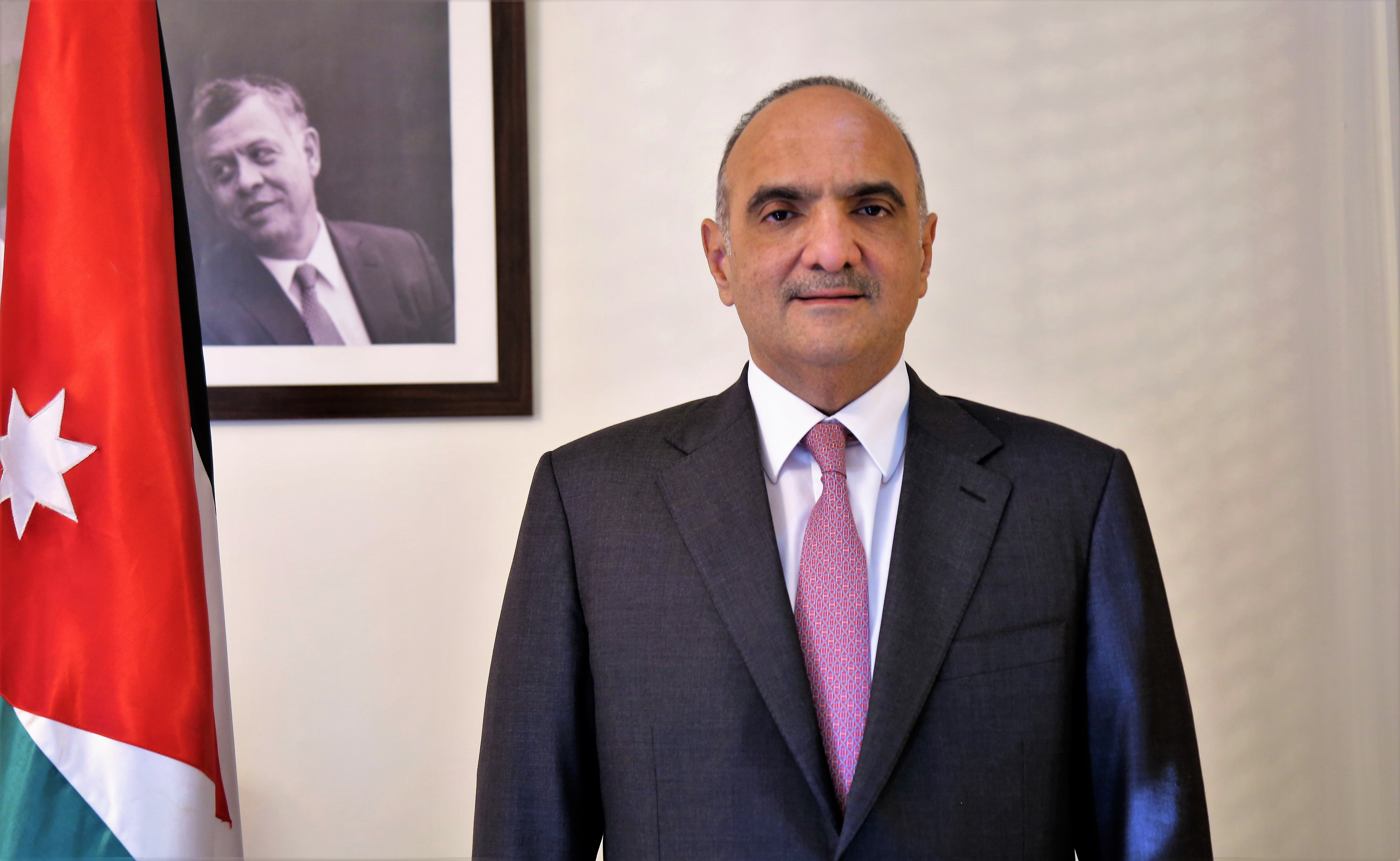
Al-Khasawneh en octubre de 2020.

Bisher Al Khasawneh (Nueva York, 27 de enero de 1969) es un diplomático y político jordano que se desempeñó como Primer Ministro de Jordania desde 2020 hasta 2024. Anteriormente se desempeñó como asesor del rey Abdullah II para la comunicación y coordinación en la Corte Real Hachemita.

## Biografía
Fue Ministro de Asuntos Jurídicos entre 2017 y 2018 y Ministro de Asuntos Exteriores entre 2016 y 2017. Al-Khasawneh fue embajador de Jordania en Egipto, Francia, Kenia, Etiopía, la Unión Africana, la Liga Árabe y en la UNESCO. También se desempeñó como Coordinador General y Director del Proceso de Paz y la Oficina de Negociaciones en Jordania.
Está casado con la actriz Rana Sultan y tienen tres hijos.

### Estudios
- Licenciado en Derechos por la Universidad de Jordania.
- Diploma Ejecutivo en contra-radicalización y contra-terrorismo de Universidad de Defensa Nacional.
- Diploma Ejecutivo en Políticas Públicas de la Escuela de Gobierno John F. Kennedy de la Universidad de Harvard.
- Máster en Asuntos Internacionales, Diplomacia y Economía de SOAS, Universidad de Londres.
- Máster en Derecho Internacional y Doctor en Derecho por la Escuela de Economía y Ciencia Política de Londres.[9]

### Puestos
- Ministro de Asuntos Exteriores.
- Ministro de Asuntos Jurídicos.
- Presidente del Consejo de Comité Jurídico de Ministros de Jordania.
- Miembro de los Comités de Desarrollo Económico y Servicios y Asuntos Sociales Consejo de Ministros de Jordania.
- Profesor a tiempo parcial en la Facultad de Derecho de la Universidad de Jordania y el Instituto Jordano de Diplomacia.
- Director general del Centro de Información de Jordania.
- Asesor en el Primer Ministerio de Jordania en la Oficina de Legislación del Primer Ministerio.
- Embajador del reino hachemita de Jordania en El Cairo.

## Distinciones
- Orden de la Estrella de Jordania (clase de Tercio).
- Orden de Independencia (Primera y segunda clase).